# Miroslav Bernášek
Ing. Miroslav Bernášek (* 31. ledna 1962 Kadaň) je český politik, od listopadu 2012 do srpna 2013 poslanec Poslanecké sněmovny PČR, od roku 2002 zastupitel města Kladna, člen ODS.

## Život
Vystudoval Vysokou školu strojní a elektrotechnickou v Plzni (získal titul Ing.). Působil jako soudní znalec v oboru kybernetika a ekonomika či jako programátor analytik. Od roku 1993 soukromě podniká (např. ve společnostech Comp, s.r.o. či BIOENERGIE s.r.o.). V roce 2013 byl zvolen předsedou dozorčí rady společnosti Letiště Praha, a.s.
Miroslav Bernášek je ženatý a má dvě děti.

## Politické působení
V politice začal působit jako člen ODA. Za tuto stranu také neúspěšně kandidoval v komunálních volbách v roce 1994 do Zastupitelstva města Kladna. V roce 1996 vstoupil do ODS, za ni byl v komunálních volbách v roce 2002 nakonec zvolen kladenským zastupitelem. Mandát zastupitele města obhájil i v komunálních volbách v roce 2006 a v komunálních volbách v roce 2010.
Po pádu kladenského primátora Milana Volfa byl v květnu 2004 zvolen do funkce prvního náměstka primátora (konkrétně se jednalo o primátora Dana Jiránka). V této funkci byl potvrzen i v listopadu 2006, od listopadu 2010 pak působí jako statutární zástupce primátora města Kladna.
V roce 2010 kandidoval ve Středočeském kraji za ODS na devátém místě kandidátky ve volbách do Poslanecké sněmovny PČR. Strana v kraji získala sedm mandátů a tak skončil na pozici druhého náhradníka. Poslancem se stal až v listopadu 2012, když poslanecký mandát složili Petr Tluchoř, Marek Šnajdr a Ivan Fuksa.